# Kovács Zoltán (sportlövő)
Kovács Zoltán (Budapest, 1964. január 2. –) olimpiai bronz- és világbajnoki ezüstérmes, Európa-bajnok magyar sportlövő.

## Pályafutása
Az 1988-as szöuli olimpián gyorstüzelő pisztoly számban szerzett bronzérmet. Az 1985-ös és 1989-es Európa-bajnokságon ugyanebben a számban csapatban világbajnok lett. Csapatban kétszer szerzett világbajnoki ezüstérmet (1986, 1990).